# Dryopteris lacunosa
Dryopteris lacunosa är en träjonväxtart som beskrevs av S.Jess., Zenner, Chr.Stark och Bujnoch. Dryopteris lacunosa ingår i släktet Dryopteris och familjen Dryopteridaceae. Inga underarter finns listade.